# Silnice II/430
Silnice II/430 je silnice II. třídy v Česku vedoucí z Brna do Vyškova, tvořící doprovodnou komunikaci k dálnici D1. V téměř celé délce je to degradovaná někdejší silnice I. třídy č. 47. Je dlouhá 31 km.
Silnice II/430 vede v trase císařské silnice z Brna do Olomouce, součásti tzv. Slezské silnice budované v letech 1727–1740.
K 1. červenci 2023 byla k silnici II/430 připojena větev křižovatky silnic II/430 (ulice Olomoucká) a II/374 (ulice Černovická, od toho data silnice II/641) v brněnských Černovicích o délce 301 m, na niž jsou napojeny okolní areály.

## Vedení silnice

### okres Brno-město
- Brno – ul. Olomoucká (II/641)
- Brno-Slatina – ul. Hviezdoslavova (II/373)

### okres Brno-venkov
- Bedřichovice
- Rohlenka (nájezd na D1)

### okres Vyškov
- křižovatka Holubice (I/50)
- tamtéž křížení s II/383
- Rousínov
- Tučapy
- Vyškov (II/379, II/431)
- křížení s D46